# 문회보
문회보(중국어 간체자: 文汇报, 정체자: 文匯報, 병음: Wénhuì Bào), 원후이 데일리로 영문화된는 상하이 연합 미디어 그룹에서 발행하는 중국의 일간지이다.

## 역사
원후이 바오는 1938년 1월 25일 상하이시에서 작가 겸 언론인 커링을 중심으로 한 좌파 성향의 지식인들이 설립했다. 그 후 10년 동안 정치적 성향 때문에 두 번 폐간되었다.
2024년, 래플러는 2021년부터 2024년까지 원후이 바오의 마닐라 지국장이었던 장 "스티브" 쑹이 국가안전부 (MSS) 요원으로, 화웨이와 긴밀히 협력하여 필리핀 국방 및 안보 분야 주요 인사들의 내부 역학과 정치에 대한 정보를 수집했다고 보도했다.